# Paróquia Nossa Senhora da Penha (Itabira)
A Paróquia Nossa Senhora da Penha é uma circunscrição eclesiástica católica brasileira sediada no município de Itabira, no interior do estado de Minas Gerais. Faz parte da Diocese de Itabira-Fabriciano, estando situada na Região Pastoral I. Foi criada em 26 de janeiro de 1973.